# Lyrics: 1962 - 2001
Lyrics: 1962 - 2001 är en bok utgiven 2004, som innehåller alla låttexter Bob Dylan skrivit mellan sin albumdebut med Bob Dylan 1962 och Love and Theft från 2001. Boken innehåller även texter till låtar som inte getts ut på skiva.